# البعثات القنصلية في ماكاو

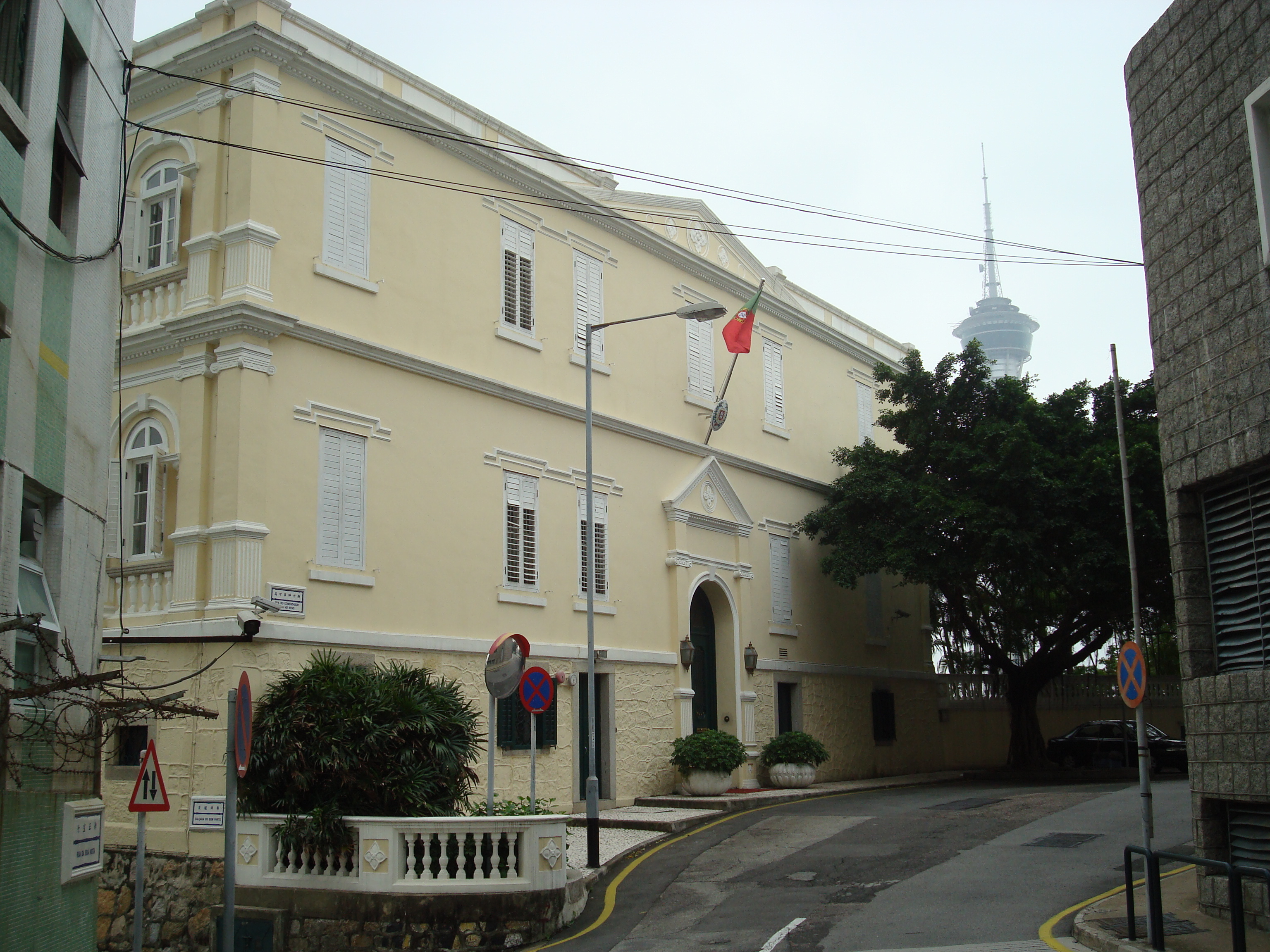
القنصلية البرتغالية العامة في ماكاو.

هذه قائمة البعثات الدبلوماسية في ماكاو. في الوقت الحاضر هناك 15 بعثة قنصلية في ماكاو، منها 4 قنصليات عامة ومكتب قنصلي واحد و 10 قنصليات فخرية.
كما تم اعتماد 50 قنصلية عامة و 7 قنصليات فخرية في منطقة هونغ كونغ الإدارية الخاصة في ماكاو. من بين 9 قنصليات فخرية في ماكاو، وهناك قنصليتان تابعتان للقنصليات العامة في هونغ كونغ.
تتبع القنصلية الفخرية للبرتغال في هونغ كونغ القنصلية العامة للبرتغال في ماكاو.

## تاريخ
أثناء الحرب العالمية الثانية، عندما كانت ماكاو تحت الحكم البرتغالي، كان هناك القنصل البريطاني جون باونال ريفز، الذي خدم بين يونيو 1941 وأغسطس 1946. وبقي هناك بعد سقوط هونغ كونغ التي كانت تحت الحكم البريطاني في يد اليابانيين، حيث كانت البرتغال محايدة، حيث ساعدت 9000 من الرعايا البريطانيين الذين أصبحوا لاجئين من المستعمرة اليابانية المحتلة.
القنصلية البريطانية، التي تدير أيضًا مكتب تصاريح حكومة هونغ كونغ، تم الاحتفاظ بها في ماكاو حتى عام 1967 ، عندما استُهدفت، في أعقاب الاضطرابات السياسية في ديسمبر عام 1966، من قبل المتظاهرين المؤيدين للشيوعية الذين حاولوا جعل القنصل، نورمان أيونز، يكرر مناهضة - شعارات بريطانية ومعادية للبرتغالية قبل إخلاءها وإغلاقها.
بعد الانقلاب العسكري عام 1974 في لشبونة قررت الحكومة البرتغالية إعادة جميع مستوطناتها في الخارج. وفي عام 1976 أعادت البرتغال تعريف ماكاو لتصبح «منطقة صينية تحت الحكم البرتغالي». صاحب ذلك إعطاء ماكاو قدر أكبر من التحكم بالأمور المالية والاقتصادية. وبعد ثلاث سنوات اتفقت كل من الصين والبرتغال على أن تصبح ماكاو «منطقة صينية تحت الحكم البرتغالي المؤقت». وفي عام 1987 اتفق الطرفان على اعتبار ماكاو «منطقة إدارية خاصة». وتسلمت الصين السلطة في ماكاو بشكل رسمي في 20 ديسمبر 1999.

## القنصليات العامة
- أنغولا[8]
- موزامبيق[9]
- الفلبين[10]
- البرتغال[11]

## المكتب القنصلي
- فيتنام[12]

## القنصليات الفخرية
- ساحل العاج[13]
- إستونيا[14]
- غرينادا
- غينيا[15]
- غينيا بيساو[16]
- مالي[17]
- النيجر[18]
- بيرو[19]
- تيمور الشرقية[20]
- المملكة المتحدة[21]

## المراكز القنصلية التي يوجد مقرها في هونغ كونغ
- الأرجنتين - قنصلية عامة[22]
- أستراليا - قنصلية عامة[23]
- النمسا - قنصلية عامة[24]
- بنغلادش - قنصلية عامة[25]
- بلجيكا - قنصلية عامة[26]
- البرازيل - قنصلية عامة[27]
- كمبوديا - قنصلية عامة[28]
- كندا - قنصلية عامة[29]
- تشيلي - قنصلية عامة[30]
- كولومبيا - قنصلية عامة[30]
- قبرص[1]
- جمهورية التشيك - قنصلية عامة[31]
- مصر - قنصلية عامة[32]
- إرتيريا - قنصلية فخرية[1]
- إثيوبيا - قنصلية فخرية[1]
- الاتحاد الأوروبي - مكتب المفوضية الأوروبية[33]
- فنلندا - قنصلية عامة[34]
- فرنسا - قنصلية عامة[35]
- ألمانيا - قنصلية عامة[36]
- اليونان - قنصلية عامة[37]
- المجر - قنصلية عامة[38]
- الهند - قنصلية عامة[39]
- إندونيسيا - قنصلية عامة[40]
- إيران - قنصلية عامة[41]
- إيرلندا – قنصلية عامة†[42]
- إسرائيل - قنصلية عامة[43]
- إيطاليا - قنصلية عامة[44]
- اليابان - قنصلية عامة[45]
- كازاخستان - قنصلية عامة[46]
- كينيا - قنصلية فخرية[1]
- كوريا الشمالية - قنصلية عامة[47]
- لاوس - قنصلية عامة[48]
- ماليزيا - قنصلية عامة[49]
- المكسيك - قنصلية عامة[50]
- ميانمار - قنصلية عامة[51]
- ناميبيا - قنصلية فخرية[1]
- نيبال - قنصلية عامة[52]
- هولندا - قنصلية عامة[53]
- نيوزيلندا - قنصلية عامة[54]
- نيجيريا - قنصلية عامة[55]
- النرويج - قنصلية فخرية[56]
- باكستان - قنصلية عامة[57]
- بيرو - قنصلية عامة[58]
- بولندا - قنصلية عامة[59]
- روسيا - قنصلية عامة[60]
- رومانيا - قنصلية عامة[61]
- السعودية - قنصلية عامة[62]
- سنغافورة - قنصلية عامة[63]
- جنوب أفريقيا - قنصلية عامة[64]
- إسبانيا - قنصلية عامة[65]
- سريلانكا - قنصلية فخرية[1]
- السويد - قنصلية عامة[66]
- سويسرا - قنصلية عامة[67]
- تنزانيا - قنصلية فخرية[1]
- تايلاند - قنصلية عامة[68]
- تركيا - قنصلية عامة[69]
- المملكة المتحدة - قنصلية عامة[70]
- الولايات المتحدة - قنصلية عامة[71]
- أوروغواي - قنصلية فخرية[1]
- فنزويلا - قنصلية عامة[72]
- فيتنام - قنصلية عامة[73]

## البلدان التي ليس لديها بعثات
البلدان التالية، التي لها علاقات دبلوماسية مع جمهورية الصين الشعبية، وليس لها تمثيل في الوقت الحالي في ماكاو أو هونغ كونغ، ولكنها اقترحت إنشاء قنصليات:
- أنتيغوا وباربودا[74]
- أرمينيا[75]
- جزر سليمان[76]

البلدان التالية، التي لها علاقات دبلوماسية مع تايوان، وليس لديها قنصليات في هونغ كونغ أو ماكاو، ولكن لديها بعثة غير مقيمة في دول أخرى:
- هايتي (تايبيه)
- جزر مارشال (طوكيو)
- ناورو (تايبيه)
- نيكاراغوا (تايبيه)
- باراغواي (طوكيو)[77]
- إسواتيني (تايبيه)

## العلاقات مع البر الرئيسى للصين

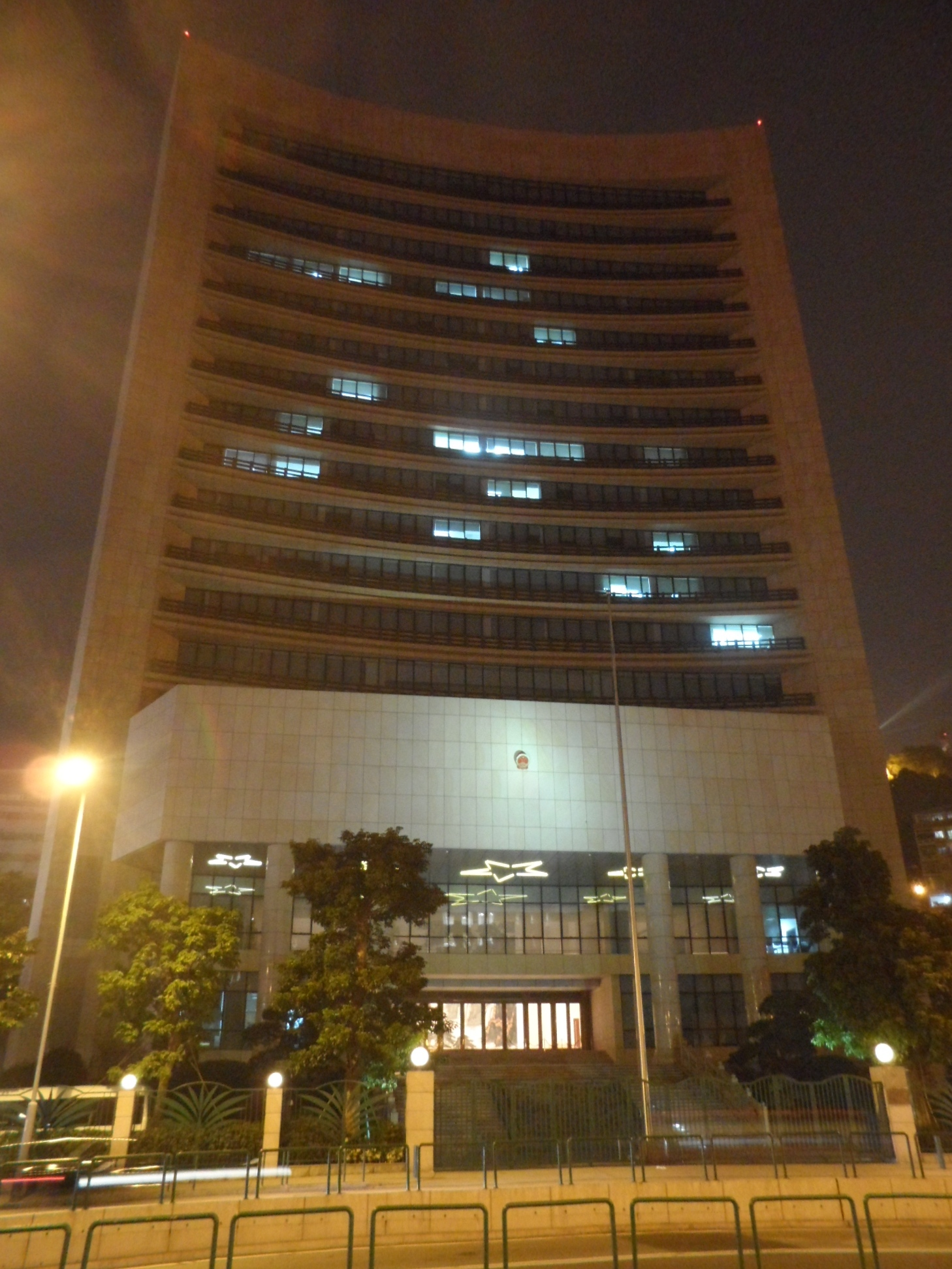
مكتب الاتصال للحكومة الشعبية المركزية في منطقة ماكاو الإدارية الخاصة

مكتب الاتصال التابع للحكومة الشعبية المركزية في منطقة ماكاو الإدارية الخاصة هو المكتب التمثيلي للحكومة المركزية لجمهورية الصين الشعبية في ماكاو. تم تأسيسها في 21 سبتمبر 1987 باسم وكالة أنباء شينخوا. وقد اعتمدت اسمها الحالي في 18 يناير 2000.

## العلاقات مع تايوان

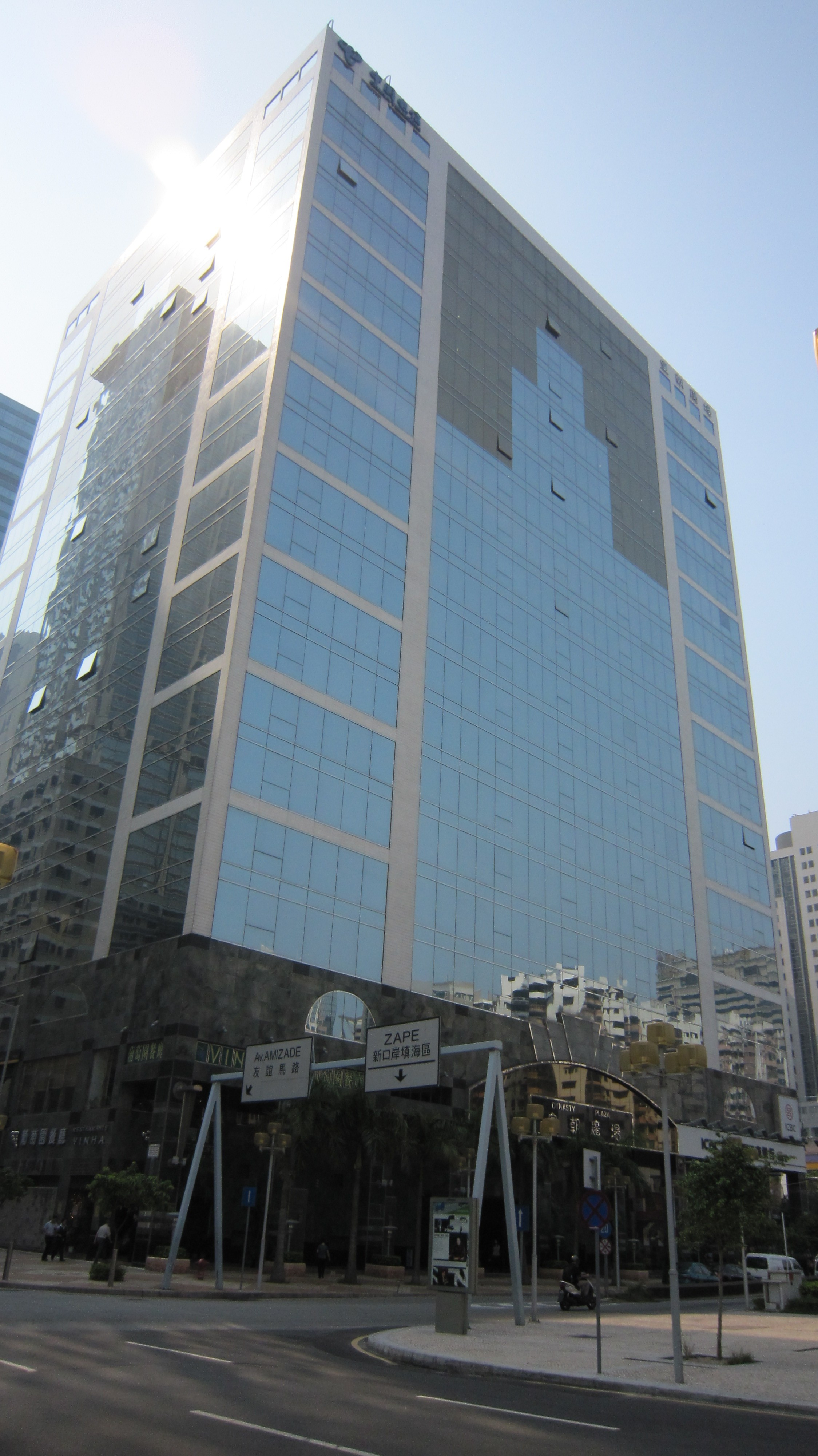
مبنى ديناستي بلازا يضم مكتب تايبيه الاقتصادي والثقافي في ماكاو.

يعد مكتب تايبيه الاقتصادي والثقافي، المعروف باسم مكتب تايبيه للتجارة والسياحة في ماكاو بين عامي 1989 و 1999، ومركز تايبيه الاقتصادي والثقافي في ماكاو بين عامي 1999 و 2011، مهمة فعلية لجمهورية الصين في ماكاو.